# Joseph Machold

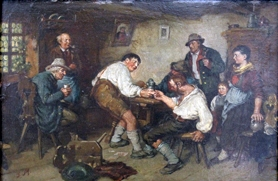
Darstellung des Fingerhakelns

Joseph Machold (* 24. Dezember 1824 in Bennisch, Österreichisch-Schlesien; † 1. Juli 1889 in Wien) war ein österreichischer Maler und Illustrator.

## Leben
Joseph Machold, der ursprünglich Arzt werden sollte, studierte nach dem Gymnasium an der Universität in Lemberg. Da sein Interesse am Zeichnen größer war, gab er 1942 das Studium auf und ging für drei Jahre nach Wien. Dort schrieb er sich an der Wiener Kunstakademie ein, dessen formalistischer Ansatz ihm jedoch nicht zusagte. Er hörte ein Jahr Anatomie bei Joseph Berres an der Universität Wien und bildete sich als Künstler autodidaktisch weiter. Danach zog er nach München, wo Julius Schnorr von Carolsfeld zu seinem Mentor wurde. Machold folgte Schnorr nach Dresden und erhielt dort einen Platz in dessen Atelier. Durch die anregenden Kontakte zu anderen Künstlern (u. a. Hermann Wislicenus, August Wittig, Rudolf Gleichauf) und Kunstkritikern stieg sein Selbstvertrauen und seine künstlerische Produktivität, so dass in dieser Zeit eine Reihe von Werken entstanden.
Machold litt jedoch in Dresden zuletzt unter einer hartnäckigen Augenerkrankung, die seine Zukunft als Maler in Frage stellte. Dieser Umstand und die politischen Ereignisse im Jahr 1848 brachten ihn dazu, nach Lemberg zurückzukehren, um sich von der Sicherheit seiner Angehörigen zu überzeugen. Anschließend trat er in die kaiserliche Armee ein. Im Rahmen des Winter- und Sommerfeldzuges des Ungarischen Unabhängigkeitskrieges nahm er an mehreren Gefechten teil und wurde am Tag der Schlacht bei Raab 1849 zum Offizier befördert.
1851 wurde Machold an das geographische Institut in Wien berufen. Zu dieser Zeit war sein Augenleiden geheilt und er begann sich wieder künstlerisch zu bestätigen. Zwei seiner Bleistiftzeichnungen mit Motiven aus Ariosts Der rasende Roland wurden 1852 bei einer Ausstellung des Österreichischen Kunstvereines in Wien ausgestellt. Die positive Resonanz auf diese Arbeiten führten dazu, dass Machold von der der Militär-Kommission einen Auftrag für Entwurf und Ausführung eines Ehrenpokales für Josef Ettenreich erhielt. Dieser Pokal wurde später auf der Pariser Weltausstellung präsentiert und mit einer Medaille ausgezeichnet. Er nahm in den 1850er und 1860er Jahren noch mehrfach an Ausstellungen des Österreichischen Kunstvereines teil.
Von 1852 bis 1857 unterrichtete Machold als Professor am Kadettenkorps in Hainburg. Für den dortigen Prüfungssaal schuf er neun Ölgemälde mit Darstellungen aus der österreichischen Geschichte. In Anerkennung seines Wirkens in Hainburg wurde ihm 1857 das Ritterkreuz des Franz-Joseph-Ordens verliehen. Im gleichen Jahr wurde er an die Theresianische Militärakademie in Wiener Neustadt versetzt, wo er fortan als Professor der Zeichenkunst lehrte. 1871 trat er als Hauptmann aus dem Heeresverband aus und in den Zivilstaatsdienst über. Von 1871 bis zu seinem Tod unterrichtete er Freihandzeichnen am K. K. Staatsgymnasium in Wien. Er übernahm auch Lehrtätigkeiten an anderen Wiener Einrichtungen wie dem Konservatorium, der Technischen Militärakademie und der Schauspielerschule (Fach Kostümkunde). 1882 wurde ihm der Titel eines Kaiserlichen Rats verliehen.
1872 wurde Machold Mitglied des Wiener Künstlerhauses. 1888 beschickte er die internationale Jubiläums-Kunst-Ausstellung im Künstlerhaus mit dem Aquarell Grabgesang. Er starb 1889 mit 64 Jahren in Wien.

## Werk
Machold malte insbesondere Motive aus der Weltliteratur und Mythologie in Aquarell und Öl. Er war auch als Illustrator tätig und schuf Entwürfe für Pokale und Schmuckschüsseln. Er führte mehrere künstlerische Aufträge für die Armee aus wie eine monumentale Adresse anlässlich der fünfhundertjährigen Vereinigung Tirols mit Österreich und eine Widmungsadresse für den Sieger von Custoza.
Werke (Auswahl)
- Astolf treibt, auf dem Hypogryphen reitend, durch des Wunderhorns gewaltigen Ton die sieben Harpyen durch die Luft, Illustration zu Ariost: Der rasende Roland, Bleistiftzeichnung, Ausstellung 1852 Österreichischer Kunstverein, Wien
- Rüdiger bekämpft die Dienerinnen der bösen Fee Alice, Illustration zu Der rasende Roland, Bleistiftzeichnung, Ausstellung 1852 Österreichischer Kunstverein, Wien
- Sommernachtstraum nach Shakespeare, Bleistiftzeichnung, Ausstellung 1854 Österreichischer Kunstverein, Wien[10]
- Ehrenpokal für Josef Ettenreich
- neun Gemälde mit Darstellungen aus der österreichischen Geschichte für den Prüfungssaal des Kadettenkorps in Hainburg
- Bezauberte Rose, zwei durch Goldarabesken verbundene große Aquarellblätter nach dem gleichnamigen Gedicht von Ernst Schulze, Ausstellung 1857 Österreichischer Kunstverein, Wien, damals im Besitz der Kaiserin Elisabeth[11]
- Illustrationen zu Ludwig Uhlands Roland der Schildträger, 13 Blätter, Aquarellfolge, Ausstellung 1860 Österreichischer Kunstverein, Wien[12]
- Singen und Gesang, 6 Blätter, Aquarellfolge
- Sappho-Zyklus, Aquarellfolge
- Ottokar-Zyklus, Aquarellfolge
- drei Szenen aus Antoni Malczewski Epos Marya, Öl
- Szenen aus Shakespeares Sommernachtstraum, Öl
- Illustrationen zu Quirin von Leitner: Gedenkblätter aus der Geschichte des k. k. Heeres, 1868
- Bilder-Zyklus zu Goethes Faust. Der Tragödie zweiter Teil, 1889[2]